# Garry McCoy
Garry McCoy (Sydney, 1972. április 28. –) ausztrál motorversenyző, jelenleg a Supersport-világbajnokság tagja.
Beceneve Sideways, utalva vezetési stílusára.
A MotoGP-ben 1992-ben mutatkozhatott be szabadkártyásként. Egészen 1998-ig az alsóbb kategóriákban versenyzett, ezalatt két versenyt nyert meg, ezenkívül további hét alkalommal állhatott fel a dobogóra, valamint szerzett egy pole pozíciót is.
Az 500-asoknál 1998-ban kezdett versenyezni, ám az áttörés egészen 2000-ig váratott magára. Ekkor McCoy megnyerte a szezonnyitó dél-afrikai versenyt. Vezetési stílusa miatt a mezőnyből egyedüliként szélesebb hátsó gumit használhatott. A szezon során további két versenyt nyert meg, év végén pedig ötödik lett.
2004-re a Superbike-világbajnokságba igazolt, az NCR Ducatihoz. Első évében a hatodik helyen zárt. 2005 nem sikerült jól számára, ugyanis épphogy csak befért a pontszerzők közé. 2006-ban egyáltalán nem versenyzett.
2006 év végén tesztelte az Ilmor 2007-es MotoGP-prototípusát, az X3-at. A szezon utolsó két versenyén rajthoz állt szabadkártyásként. Úgy nézett ki, hogy ő lesz a csapat egyik versenyzője, azonban végül Andrew Pittet és Jeremy McWilliams-t választották.
2008 óta a Supersport-világbajnokságban versenyez, a Triumph csapatánál. Az első versenyen, Katarban nem sikerült célba érnie. A brnói versenyen egy nagy bukás következtében véget ért számára a szezon.
2009-ben, a brit versenyen megszerezte első Supersport-dobogós helyezését, harmadik lett.